# Stipanska (kulturni krajolik)
Kulturni krajolik otočića Stipanske, na upravnom području naselja Maslinice, općina Šolta, zaštićeno kulturno dobro.

## Opis dobra
Vrije nastanka je od 1. do 6. stoljeća. Otočić Stipanska nalazi se na zapadnoj strani otoka Šolte, nedaleko od naselja Maslinica. Stipanska je dužinom oko 1 km, najveća u skupini od sedam otočića, i jedina s nešto obradive površine. Ime je dobio po ostacima ruševina koje za koje se pretpostavlja da pripadaju starokršćanskoj bazilici i samostanu.Istraživanjima je potvrđeno postojanje jednobrodne starokršćanske bazilike pravokutnog tlocrta s apsidom na istočnoj strani i dvije pravokutne prostorije na sjevernoj te narteksom na zapadnoj strani. Dimenzije bazilike su 10, 25 x 6,70 m, a zidovi su građeni rustičnom tehnikom lomljenaca u nepravilnim redovima. Po načinu gradnje izdvaja se sjeverni zid sjeverne pravokutne prostorije (prothesis) koji na unutarnjem licu ima karakteristične skošene sljubnice, a pravokutno priklesano kamenje je slagano u nešto pravilnije redove. Središnji dio apside i sjeverni zid spomenute sjeverne prostorije sačuvani su do visine od oko 3 m. Sa sjeverne strane na narteks se nadovezuje još jedan izduženi objekt nepoznate namjene. Bitno je napomenuti da su zidovi stambene zgrade orijentirani sjeverozapad-jugoistok te nisu u potpunosti okomiti na baziliku. Zgrada je izduženog oblika dužine 38 m, a širine svega 10 m.

## Zaštita
Pod oznakom Z-7357 zaveden je kao nepokretno kulturno dobro - kulturni krajolik, pravna statusa zaštićena kulturnog dobra, klasificirano kao "asocijativni krajolik".